# Darwinia (roman)
Darwinia este un roman științifico-fantastic al scriitorului canadian Robert Charles Wilson. A apărut în 1998 la editura Tor. La sfârșitul romanului se dezvăluie că orice s-a întâmplat în poveste este cu adevărat dincolo de sfârșitul timpului și că Universul, Pământul și toată conștiința care a existat vreodată sunt într-adevăr conservate într-o simulare asemănătoare computerului, cunoscută sub numele de Arhiva.

## Prezentare
În martie 1912, în ceea ce unii au denumit "Miracolul", Europa și părți din Asia și Africa, inclusiv locuitorii săi, dispar dintr-o dată brusc peste noapte și sunt înlocuiți cu o bucată de Pământ extraterestru, un teren asemănător cu cel anterior, dar cu o nouă floră și faună neobișnuită care par să fi avut o evoluție diferită.
Considerat de unii ca un act de răzbunare divină, "Miracolul" afectează viețile oamenilor din jur și transformă istoria lumii. Deoarece Lumea Nouă a fost colonizată de europeni, America se implică acum într-un efort de re-colonizare a noii Europe ciudate. Domnul Kitchener - care, fără ca să izbucnească primul război mondial, trăiește în 1916 - încearcă să reunească resturile imperiului britanic și să restabilească Marea Britanie, deși nou întemeiata Londra este doar un "oraș de frontieră".
În acest context, cartea descrie viața și aventurile lui Guilford Law, un tânăr fotograf american. Când era un băiat de 14 ani, Guilford Law a fost martorul "Miracolului", în timp ce lumini strălucitoare se mișcau pe cerul oceanului. Ca adult, el este hotărât să călătorească pe continentul ciudat (denumit Darwinia) și să-i exploreze misterele. În acest scop, el se înscrie ca fotograf în expediția lui Finch, care intenționează să călătorească pe râul care fusese cunoscut anterior sub numele de Rin și să pătrundă în adâncurile ascunse ale noului continent, cât mai mult posibil. El se îndreaptă în mijlocul junglei în mijlocul luptelor naționaliste, în care partizanii atacă și distrug majoritatea membrilor expediției lui Finch pe continentul despre care ei cred că le aparține.
Law e însoțit de un asociat nedorit, un geamăn misterios care pare să fi trăit și murit pe un Pământ alternativ neschimbat de "Miracol". Geamănul îi apare prima oară lui Guilford în vise și îi aduce un mesaj că Darwinia nu este ceea ce pare a fi și că Guilford nu este cel care pare a fi.
O revelație uimitoare apare în curând. Până la sfârșitul povestirii, se dezvăluie tuturor personajelor că  sfârșitul lumii a venit demult și că Universul, Pământul și toată conștiința care a existat vreodată sunt într-adevăr conservate într-o simulare asemănătoare computerului, cunoscută sub numele de "Arhiva". Arhiva a fost construită de o coaliție a tuturor ființelor simțitoare din Univers într-un efort de a salva conștiința de moarte. Cu toate acestea, "virușii" (forme de viață artificiale parazite) cunoscute sub numele de Psion au invadat sistemul Arhivei. Guilford Law află în cele din urmă că el și toți ca el servesc ca instrumente într-o luptă cosmică împotriva ființelor Psion pentru supraviețuirea conștiinței însăși.

## Primire
Romanul a fost nominalizat la premiile Hugo și Locus pentru cel mai bun roman din 1999.